# Pardosa rara
Pardosa rara är en spindelart som först beskrevs av Eugen von Keyserling 1891.  Pardosa rara ingår i släktet Pardosa och familjen vargspindlar. Inga underarter finns listade i Catalogue of Life.